# R. O. Blechman
R. O. Blechman (nascut l'1 d'octubre de 1930) és un animador, il·lustrador, autor de literatura infantil, novel·la gràfica i dibuixos animats estatunidenc, el treball del qual ha estat objecte de retrospectives al Museum of Modern Art i altres institucions. Va ser inclòs al Art Directors Hall of Fame el 1999.
Les obres més conegudes de Blechman inclouen el llibre Le Jongleur de Notre Dame (1953), comercials de televisió per Alka-Seltzer (1967) i altres productes, l'especial animat de Public Broadcasting Service Great Performances: The Soldier's Tale;una felicitació de Nadal de CBS d'un minut de durada (1966); i nombroses portades de la revista The New Yorker.

## Vida i carrera
Oscar Robert Blechman, el nom professional del qual transposa les inicials dels seus dos primers noms de pila, va néixer a Brooklyn, Nova York, i va assistir a la High School of Music and Art i Oberlin College, on va fer dibuixos per al diari estudiantil, The Oberlin Review. Henry Holt va publicar el seu primer llibre, The Juggler of Our Lady, , un relat nadalenc de la llegenda medieval, el 1953. Cinc anys més tard, va ser adaptat a un curt animat Terrytoons de nou minuts per Al Kouzel i Gene Deitch, narrat per Boris Karloff. El curt va guanyar una nominació al BAFTA a la millor pel·lícula d'animació.
Després de ser reclutat per l'Exèrcit dels Estats Units i servir a Asbury Park (Nova Jersey), va ser convidat per l'animador John Hubley a unir-se a l'estudi de publicitat Storyboard Inc., on Blechman va aprendre animació. Es va expandir a la il·lustració puntual i a la il·lustració de panells seqüencials per a revistes com Harper's Bazaar, Trump, Punch, Esquire, Humbug,  Theater Arts i Show; una campanya d'impressió humorística per a les sabates Capezio; i dibuixos per al banc Irving Trust, The New School i perfums D'Orsay, entre d'altres. El seu anunci de televisió de 1967 per a Alka-Seltzer, per al qual va crear l' storyboard i els dibuixos, "segueix sent un clàssic de la publicitat estatunidenca".
Durant la dècada de 1970, Blechman va escriure dibuixos editorials de la Guerra del Vietnam per al setmanari alternatiu liberal The Village Voice. Aquella mateixa dècada, va produir l'especial de televisió de Nadal de Public Broadcasting Service Simple Gifts (1977), pel qual va usar el seu segment "No Room at the Inn", juntament amb segments dels seus companys il·lustradors Maurice Sendak, James McMullan, Seymour Chwast, i Charles B. Slackman. El 1978 o 1979, Blechman va fundar l'estudi d'animació comercial The Ink Tank.
Blechman va dirigir l'especial de PBS de 1984 The Soldier's Tale, una adaptació animada d'una hora de la peça de teatre del compositor Igor Stravinsky i del guionista C. F. Ramuz L'Histoire du Soldat. L'especial va guanyar el Premi Emmy per Assoliment Individual Excepcional - Programació Animada.
El Museu d'Art Modern va muntar la retrospectiva "R. O. Blechman and The Ink Tank: A Celebration", a partir del 17 de gener de 2003.
El 2007 Blechman va escriure i il·lustrar el llibre infantil Franklin the Fly; i va escriure el llibre Dear James: Letters to a Young Illustrator. Les seves històries gràfiques foren recollides a Talking Lines. L'editor francès Delpire va publicar una col·lecció de les seves obres d'art per a la sèrie "Poche Illustrateur", i la seva novel·la  gràfica Georgie.

## Vida personal
Blechman i la seva dona, Moisha Kubinyi, la filla dels pintors Doris Hall i Kálmán Kubinyi, vivien a Central Park West a Manhattan fins al 2003, mudant-se aquell any a la seva casa de cap de setmana a Ancram (Nova York). Tenen dos fills: Nicholas, que en diversos moments va ser l'editor d'art de The New York Times Book Review i el director creatiu de The New Yorker, i Max, qui va editar la col·lecció Revolutionary Romanticism: A Drunken Boat Anthology.

## Premis i honors
- Adweek Il·lustrator de l'Any, 1983[5]
- AIGA Design Archives: poster de The Soldier's Tale a la categoria Disseny promocional i publicitat,, 1984[14]
- Introduït, Art Director's Hall of Fame, 1999[3]
- National Cartoonists Society Milton Caniff Lifetime Achievement Award, 2011[15]

### Premis i nominacions al Primetime Emmy
- 1983 Nominació: Assoliment individual destacat - Disseny gràfic i seqüències de títols: Nicholas Nickleby (sindicat), R.O. Blechman, Seymour Chwast, Andy Ewan, dissenyadors gràfics[16]
- 1984 Premi: Assoliment individual destacat - Programació animada: The Soldier's Tale (PBS), R.O. Blechman, director[16]